# Goust
Goust es una aldea en el departamento francés de Pyrénées-Atlantiques, al sudoeste del país. A mediados del siglo XIX, distintas guías de viajes comenzaron a referirla erróneamente como una república independiente, apareciendo como tal en diversas recopilaciones. Es notable por sus centenarios, se dice que un pensionista ha alcanzado allí los 123 años de edad.

## Geografía
Goust está localizada en el territorio de la comuna de Laruns. Ocupa unos 2,5 km² de una planicie en la parte sureña del valle del Gave d'Ossau, en los Pirineos occidentales, a través del río desde Eaux-Chaudes. Situada a 995 m de altura, tan sólo es accesible a través de un sendero de montaña atravesando el Pont d'Enfer ("Puente del Infierno"). La población más cercana es Laruns, en el valle contiguo.
La comunidad está formada por unas 12 familias, con una población fluctuante entre 50 y 150 habitantes. La economía tradicional está basada en el pastoreo y la producción de lana y seda, que han aumentado recientemente por el turismo. Todos los bautizos, bodas y funerales se llevan a cabo en la iglesia católica de Laruns. 
Debido a su aislada situación, los residentes de Goust han desarrollado una curiosa costumbre funeraria: el fallecido se introduce en un féretro y se envía ladera abajo a través de un trampolín expresamente construido a tal fin, para ser recogido en Laruns y ser enterrado en su cementerio.

## Historia
Jean-François Samazeuilh (1858) atribuye las historias sobre la república a una descripción realizada en 1827 por el exministro de Interior francés, Joseph Lainé. Según Samazeuilh, Lainé describió la localidad como una república de forma metafórica, y otros autores lo interpretaron de forma literal. Samazeuilh ofrece una amplia lista de razones, como que los habitantes de Goust pagan sus impuestos en Laruns. Numerosos medios estadounidenses publicaron historias sobre Goust y su república, incluyendo una supuesta historia sobre una levantamiento, tras la prohibición de la prensa libre en 1896.